# David Garrett
David Christian Bongartz (sinh ngày 4 tháng 9 năm 1980), còn được biết đến với nghệ danh David Garrett, là một nghệ sĩ vĩ cầm thể loại nhạc cổ điển và giao thoa, và là một nghệ sĩ phòng thu.

## Cuộc sống đầu đời
Khi Garrett lên 4 tuổi, cha anh đã mua một cây vĩ cầm cho anh trai của mình, nhưng cậu bé David Garrett tỏ ra thích thú hơn và nhanh chóng mày mò cách chơi của chiếc đàn. Một năm sau, anh tham gia một cuộc thi âm nhạc và đạt giải nhất. Năm bảy tuổi, anh học vĩ cầm tại Học viện âm nhạc Lübeck. Khi mới 9 tuổi, anh đã ra mắt công chúng lần đầu tiên tại Liên hoan âm nhạc Kissinger Sommer. Đến năm 12 tuổi, David Garrett bắt đầu học nghệ sĩ vĩ cầm nổi tiếng người Ba Lan Ida Haendel, và anh thường xuyên đi đến Luân Đôn và các thành phố châu Âu khác để gặp bà. Sau khi rời khỏi nhà năm 17 tuổi, anh đăng ký theo học tại Đại học Âm nhạc Hoàng gia ở London, nhưng David Garrett nhanh chóng thôi học sau học kỳ đầu tiên. Khi được hỏi trong một cuộc phỏng vấn vào năm 2008 nếu bị đuổi học, Garrett đã trả lời: "Chà, trục xuất không phải là chỉ định chính thức. Cả hai bên đều đồng ý rằng tôi sẽ đi theo con đường riêng sau học kỳ đầu tiên. Tôi đã bỏ qua một số bài học, nhưng tôi cũng đã lén vào lớp luyện tập thêm, do đó không giảm vấn đề!" Năm 1999, anh dọn đến New York để học tại Trường Juilliard, rồi đến năm 2003 đã giành giải Sáng tác của trường với một tác phẩm tẩu pháp được sáng tác theo phong cách Johann Sebastian Bach. Tại Juilliard, anh là một trong những người đầu tiên được nhạc sĩ Itzhak Perlman đào tạo, và tốt nghiệp vào năm 2004.
Garrett tham dự các lớp học chuyên môn (Masterclass) của Keshet Eilon ở Israel vào mùa hè những năm 1997, 1998, 1999 và 2002.

## Sự nghiệp

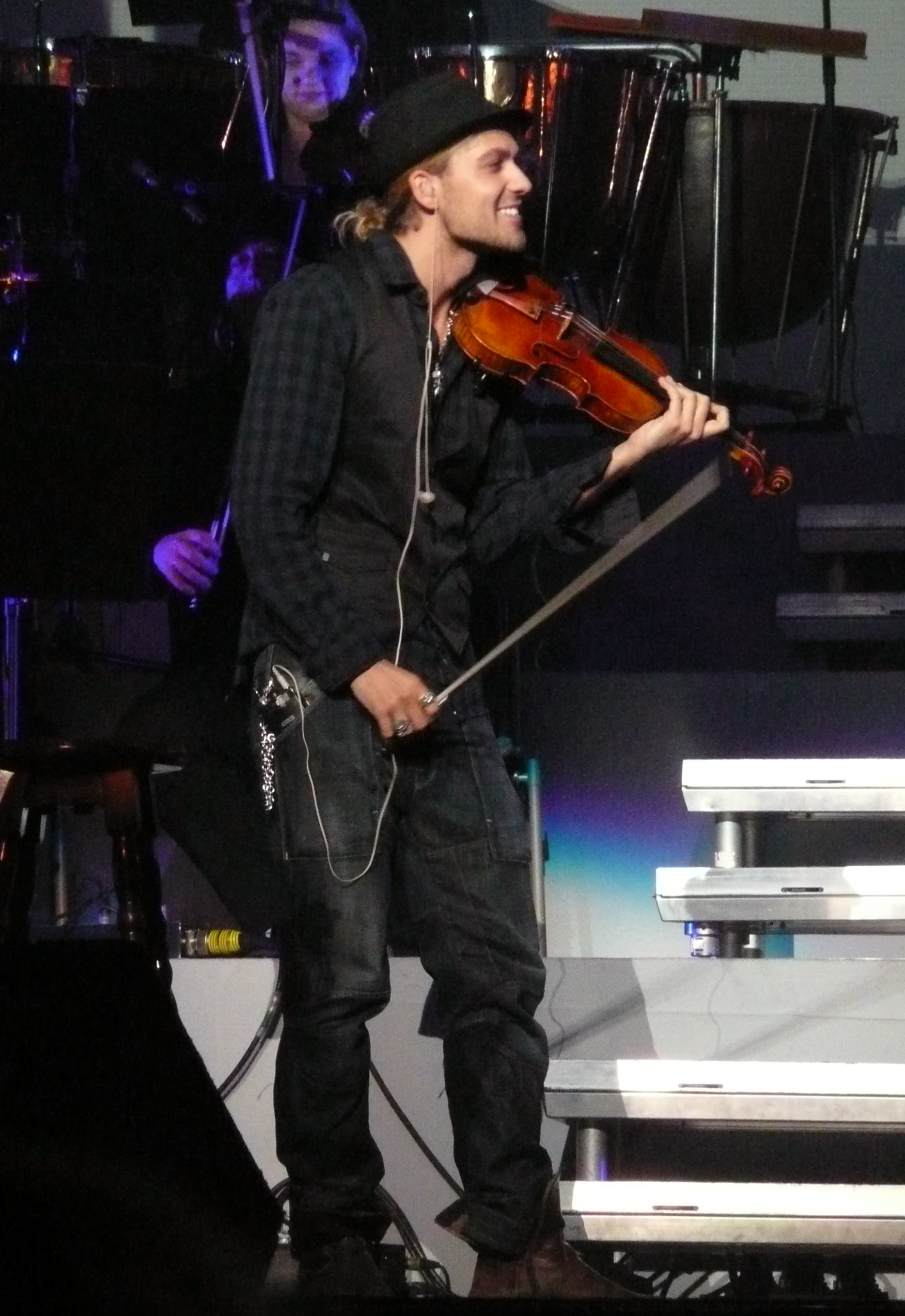
Garrett trong một buổi biểu diễn ở Cologne vào ngày 15 tháng 1 năm 2010

Garrett sở hữu cây vĩ cầm Stradivarius đầu tiên của mình vào năm 11 tuổi, sau khi đi biểu diễn cho Tổng thống Đức Richard von Weizsäcker nghe và vinh dự được Tổng thống tặng chiếc đàn này. Ở tuổi 13, Garrett đã thu âm hai đĩa CD, anh cũng xuất hiện trên kênh truyền hình Đức và Hà Lan. David còn tổ chức một buổi hòa nhạc tại dinh thự của Tổng thống Đức ở biệt thự Villa Hammerschmidt theo lời mời cá nhân của Tiến sĩ von Weizsäcker. Anh được đề xuất sử dụng cây đàn Stradivarius nổi tiếng San Lorenzo, là một trong những nhạc cụ tốt nhất thuộc "thời kỳ hoàng kim" của Antonio Stradivari. Tuy nhiên vào năm 2008, anh đã trượt chân vấp ngã vào chiếc San Lorenzo sau một buổi biểu diễn, và cây đàn đã bị hư hại nghiêm trọng. Ở tuổi 13, với tư cách là nghệ sĩ solo trẻ nhất từ trước đến nay, Garrett đã ký hợp đồng độc quyền với hãng đĩa Deutsche Grammophon. Vào tháng 4 năm 1997, ở tuổi 16, anh chơi tại Dàn nhạc giao hưởng München với tư cách nghệ sĩ độc tấu dưới sự chỉ huy trưởng của Zubin Mehta ở Delhi và Mumbai trong các buổi hòa nhạc kỷ niệm 50 năm ngày Độc lập của Ấn Độ.
Hai năm sau, David Garrett chơi với Dàn nhạc Giao hưởng của Đài phát thanh Berlin dưới sự chỉ huy của Rafael Frühbeck de Burgos và được các nhà phê bình âm nhạc khen ngợi. Qua đó anh nhận được lời mời biểu diễn tại Expo 2000 ở Hannover. Năm 21 tuổi, anh được mời biểu diễn tại BBC Proms.
Trong thời gian học tại học viện âm nhạc Juilliard, David Garrett còn kiếm thêm thu nhập bằng cách làm người mẫu.
Album năm 2008 của anh mang tên ''Encore'' theo đuổi mục tiêu khơi dậy sự quan tâm của giới trẻ đối với âm nhạc cổ điển. Bản phát hành chính thức của album bao gồm các sáng tác của chính Garett và biên khúc cộng thêm những giai điệu đã đồng hành cùng anh trong cuộc đời cho đến nay. Cùng với ban nhạc của mình, bao gồm có keyboard, guitar và trống, anh thường tổ chức các buổi hòa nhạc bao gồm các bản sonata cổ điển (đi kèm với một cây đại dương cầm hòa nhạc), các bản biên khúc và sáng tác, cũng như các bài hát rock và nhạc nền phim. Vào mùa thu năm 2007, Garrett được công ty Montegrappa (có các mặt hàng được Montblanc phân phối trên toàn thế giới) chọn làm đại sứ thương hiệu cho buổi ra mắt những chiếc bút máy mới từ bộ sưu tập Tributo ad Antonio Stradivari.
Anh cũng xuất hiện tại Royal Variety Performance vào ngày 5 tháng 12 năm 2011, và anh chơi lại bản "Smells Like Teen Spirit" của ban nhạc Nirvana.
Garrett tham gia hội đồng giám khảo Giải thưởng Âm nhạc Độc lập hàng năm lần thứ 9 để hỗ trợ sự nghiệp của các nhạc sĩ độc lập. Album của Garrett, Music, được phát hành vào năm 2012. Vào ngày 19 tháng 5 năm 2012, anh xuất hiện tại trận Chung kết UEFA Champions League và biểu diễn cùng ca sĩ người Đức Jonas Kaufmann.
Garrett đóng vai chính trong bộ phim năm 2013 The Devil's Violinist, tái hiện lại cuộc đời nghệ sĩ vĩ cầm nổi tiếng thế kỷ 19 Niccolò Paganini. Cùng năm, anh phát hành album Garrett vs Paganini. Album năm 2015 của anh là Explosive bao gồm các bản sáng tác nguyên gốc là Innovation, Furious, Explosive, Unlimited Symphony, Serenity, Baroque fantasy và Melancholia.
Vào ngày 18 tháng 8 năm 2017, David Garrett đã phát hành đĩa đơn "Bittersweet Symphony" như một đoạn giới thiệu cho album 'Rock Revolution', phát hành không lâu sau vào ngày 17 tháng 9 năm 2017.
Vào ngày 11 tháng 10 năm 2020, Garrett biểu diễn quốc ca Đức tại Chặng đua GP Eifel 2020 trong lễ khai mạc. Vào ngày 9 tháng 10, anh phát hành một album phòng thu khác có tên là Alive: My Soundtrack.

## Đời tư
Garrett sinh ra ở Aachen, Đức với mẹ là một nữ diễn viên ballet chính kịch người Mỹ là Dove Garrett, và cha là nhà luật gia người Đức Georg Bongartz. Garrett giải thích rằng khi anh còn là một thần đồng, cha mẹ anh đã bắt đầu sử dụng tên thời con gái của mẹ làm nghệ danh cho mình. "Cha mẹ tôi đã quyết định rằng cái tên này dễ phát âm hơn tên tiếng Đức, vì vậy tôi đã giữ tên này."

## Thu âm

### Album phòng thu
- 1995: Mozart: violin concertos (với Claudio Abbado)
- 1995: Violin Sonata
- 1997: Paganini Caprices
- 1997: Tchaikovsky, Conus: Violin Concertos
- 2002: Pure Classics
- 2007: Free
- 2007: Virtuoso
- 2008: Encore
- 2009: David Garrett
- 2009: Classic Romance
- 2010: Rock Symphonies
- 2011: Legacy
- 2012: Music
- 2013: 14
- 2013: Garrett vs. Paganini
- 2014: Caprice
- 2014: Timeless – Brahms & Bruch Violin Concertos (với Zubin Mehta & Dàn nhạc giao hưởng Israel)
- 2015: Explosive
- 2017: Rock Revolution
- 2018: Unlimited – Greatest Hits
- 2020: Alive: My Soundtrack

### Các album khác
- Nokia Night of the Proms (2004)
- The New Classical Generation 2008 (2008)

### Album kết hợp
- 2008: Tenor at the Movies – "Parla Più Piano" (nhạc phim Bố già) và "Se" (nhạc phim Rạp chiếu bóng thiên đường) với Jonathan Ansell
- 2008: A New World – "Cinema Paradiso" với Will Martin

### DVD
- David Garrett: Live - In Concert & In Private (2009)
- David Garrett: Rock Symphonies – Open Air Live (2011)
- David Garrett: Legacy Live in Baden Baden  (2011)
- David Garrett: Music – Live in Concert  (2012)

## Giải thưởng và chứng nhận
- Giải thưởng Radio Regenbogen, trao giải tháng 3 năm 2008
- Giải thưởng âm nhạc Echo, hạng mục Cổ điển không biên giới, trao giải tháng 10 năm 2008
- GQ, giải thưởng Người đàn ông của năm hạng mục âm nhạc, trao giải tháng 11 năm 2008
- Goldene Feder, trao giải tháng 5 năm 2009
- Goldener Geigenbogen, trao giải tháng 5 năm 2009
- Golden Camera, hạng mục Âm nhạc Quốc tế hay nhất, trao giải tháng 1 năm 2010
- Nghệ sĩ kéo đàn vĩ cầm nhanh nhất, Sách Kỷ lục Guinness, chứng nhận tháng 5 năm 2008[26] tới tháng 12 năm 2011
- Giải thưởng Bambi, hạng mục cổ điển, trao giải ngày 14 tháng 11 năm 2013
- Frankfurter Musikpreis, trao giải năm 2017[24]